# Willem Jacob Rozendaal
Willem Jacob Rozendaal (Scherpenzeel, 1899 - Wassenaar, 1971) fue un artista gráfico, diseñador y profesor neerlandés.

## Biografía
Rozendaal trabajó en diversos talleres de vidriería desde 1916 hasta 1924 en La Haya, Haarlem, Dordrecht, Utrecht y Róterdam. En este periodo también recibió clases en academias de La Haya y Róterdam. Sus primeros grabados en madera datan de 1921. Alrededor de 1921-1923 dibujó y pintó retratos infantiles, más o menos en la misma línea que Toorop y Konijnenburg. En 1922 expuso por primera vez en la asociación de artistas de Róterdam De Branding. En 1924 se casó con María Magdalena (Mies) Sybenga (1890-1964), de la que se divorciaría en 1932. También en 1924 se mudó a Maastricht, donde vivió hasta 1930 trabajando como diseñador para De Sphinx y más tarde para Kristalunie Maastricht, dos importantes empresas holandesas especializadas en el trabajo con vidrio y cerámica. Sus obras más «libres» fueron principalmente exlibris que creó en 1926 en su tiempo libre. Diseñó encuadernaciones para las editoriales Boosten & Stols, W. Salm, Nijpels y Wereldbibliotheek y diseñó la cubierta de la revista Wendingen n.° 3 de 1930.
A finales de 1933 se mudó a La Haya. En 1937, aceptó una cita como profesor en la Real Academia de Arte, junto con Han van Dam, Paul Citroen, Rein Draijer y Willem Schrofer entre otros. En su período de La Haya (más tarde Wassenaar) se centró principalmente en la impresión en color y cambió su estilo a un diseño más expresivo. El trabajo de Rozendaal es parte de la Escuela Nueva de La Haya. Hasta la fecha, su fama sigue viva en antiguos alumnos como Wil Bouthoorn, Jenny Dalenoord, Ootje Oxenaar, Toon Wegnery y Co Westerik.

## Legado
Los diseños de Willem Jacob Rozendaal se pueden encontrar en una gran cantidad de museos y colecciones privadas en los Países Bajos y en el extranjero, incluidos la Biblioteca Real Neerlandesa en La Haya, el Museo Nacional del Vidrio en Leerdam, el Museo de Róterdam, la Colección Gelderland, el Museo Bonnefanten y el Centre Céramique en Maastricht, el Discovery Center Continium en Kerkrade y el Digitale Kunst- und Kulturarchiv en Düsseldorf.

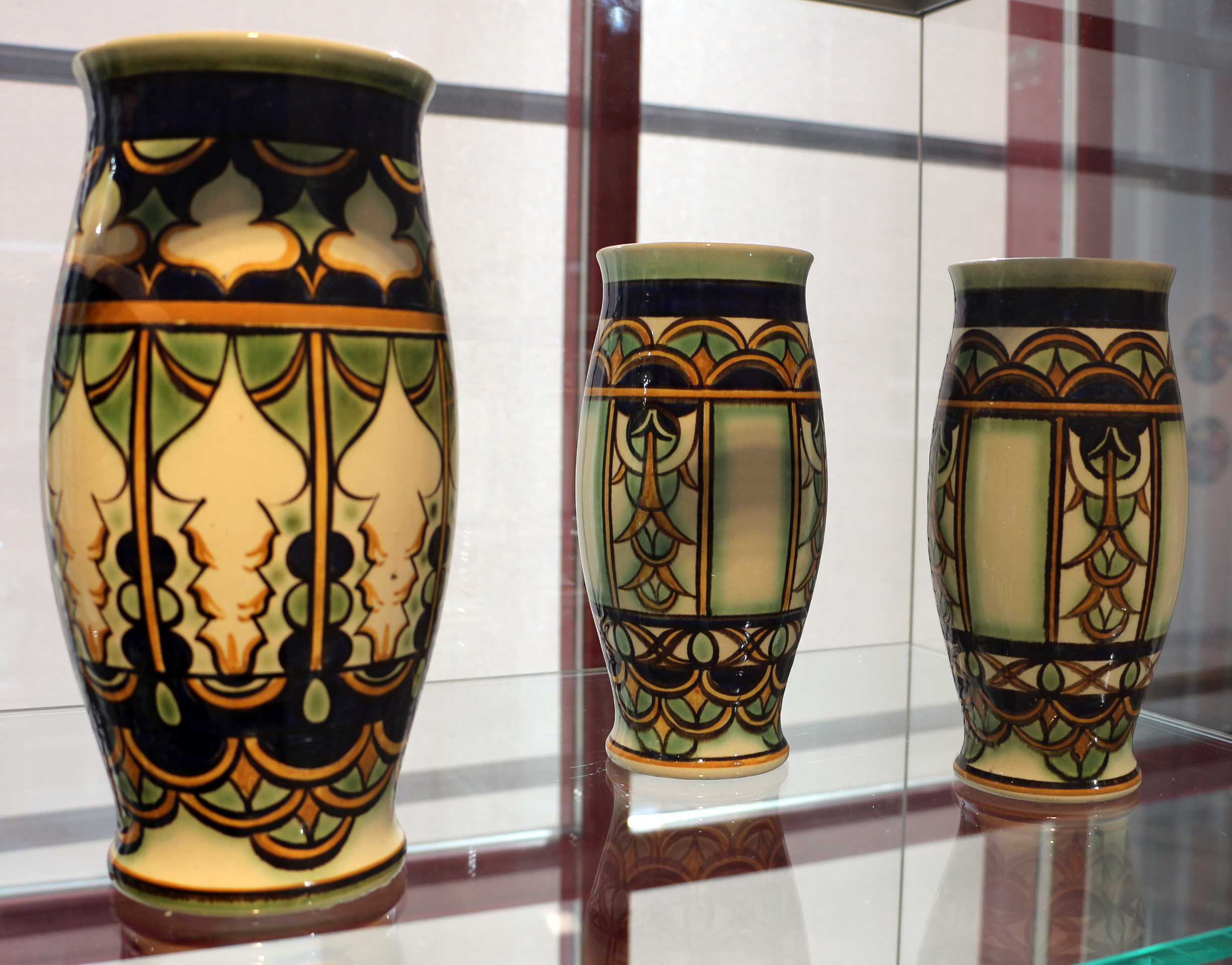
Jarrones diseñados por Rozendaal (1924-27) en el Bonnefantenmuseum de Maastricht
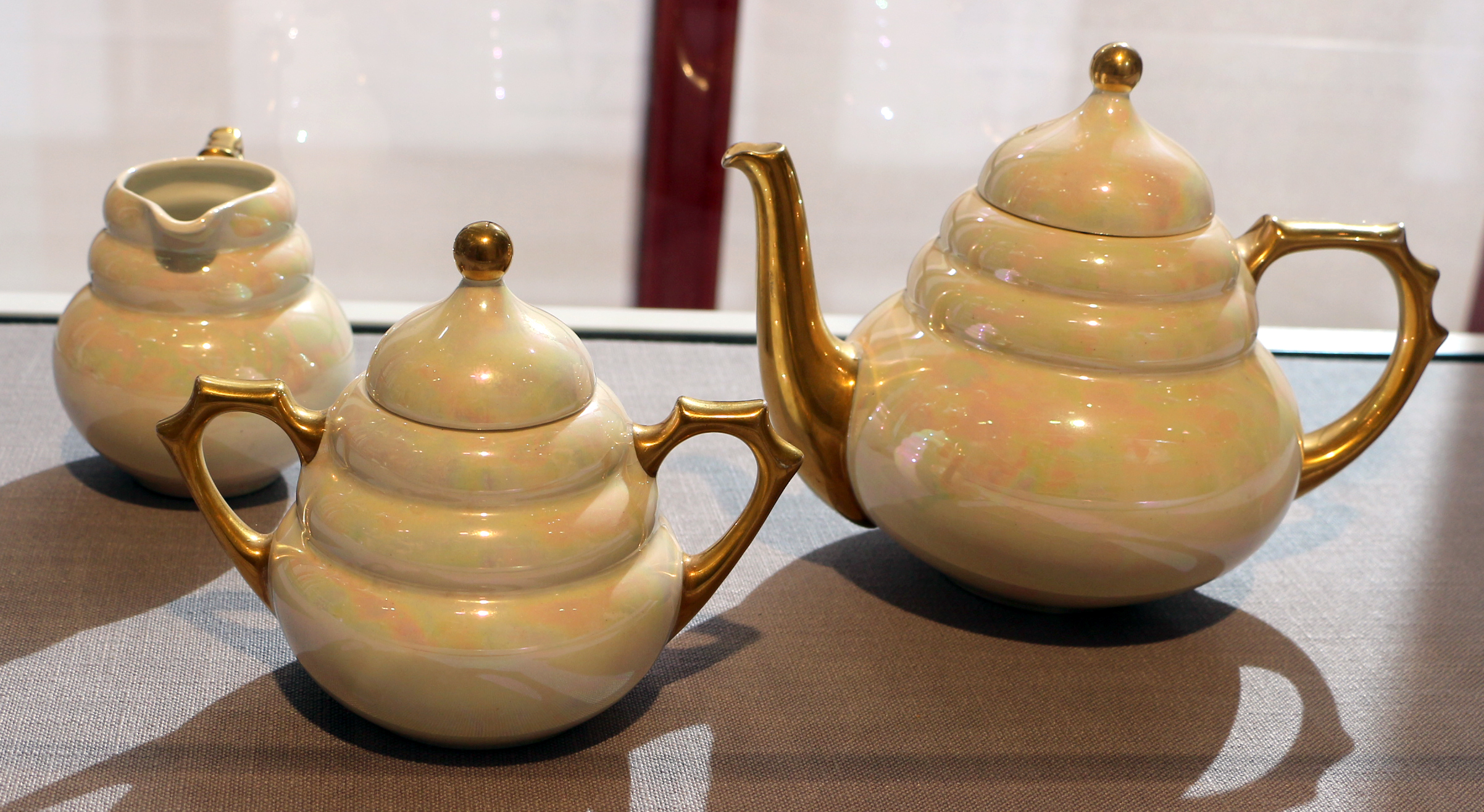
Loza diseñada por Rozendaal (1925) en el Bonnefantenmuseum
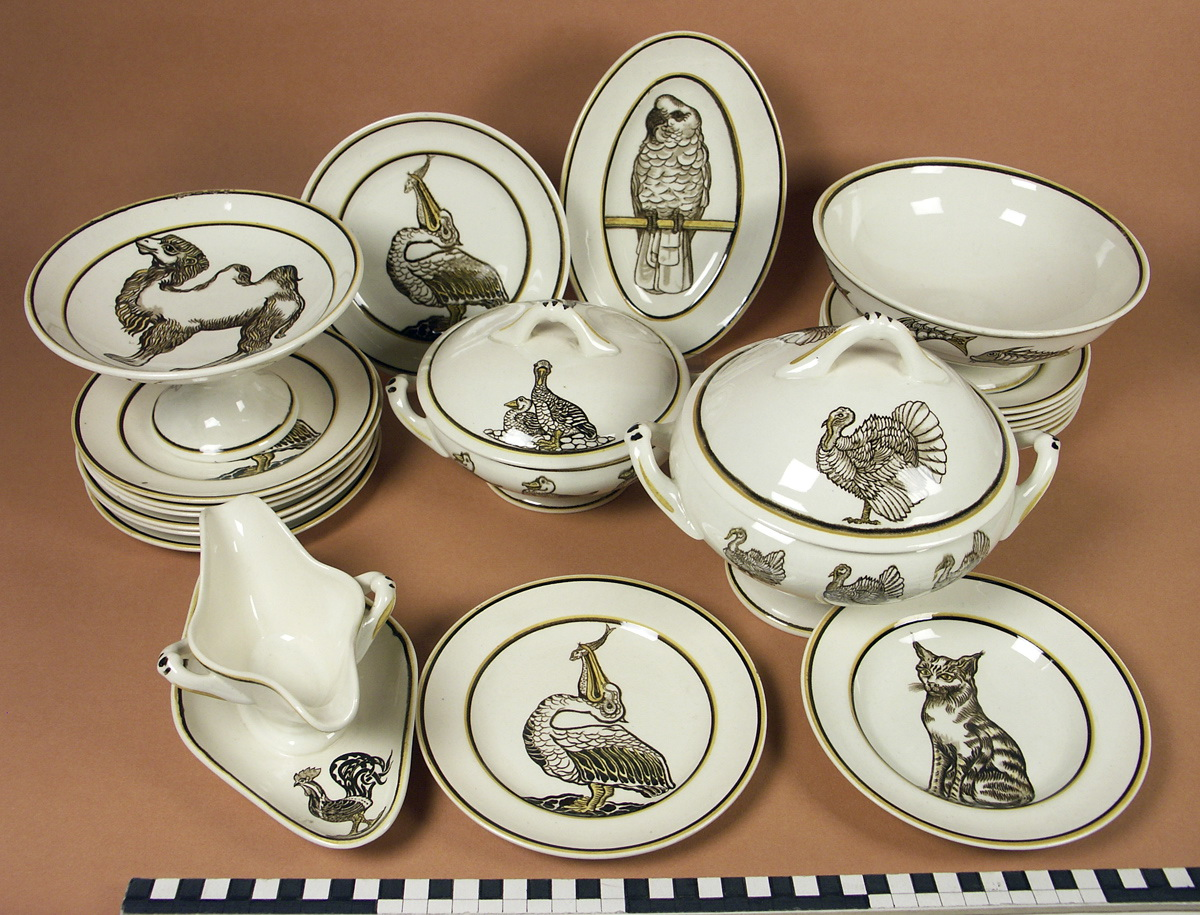
Vajilla infantil diseñada por Rozendaal (1926), Deventer Musea
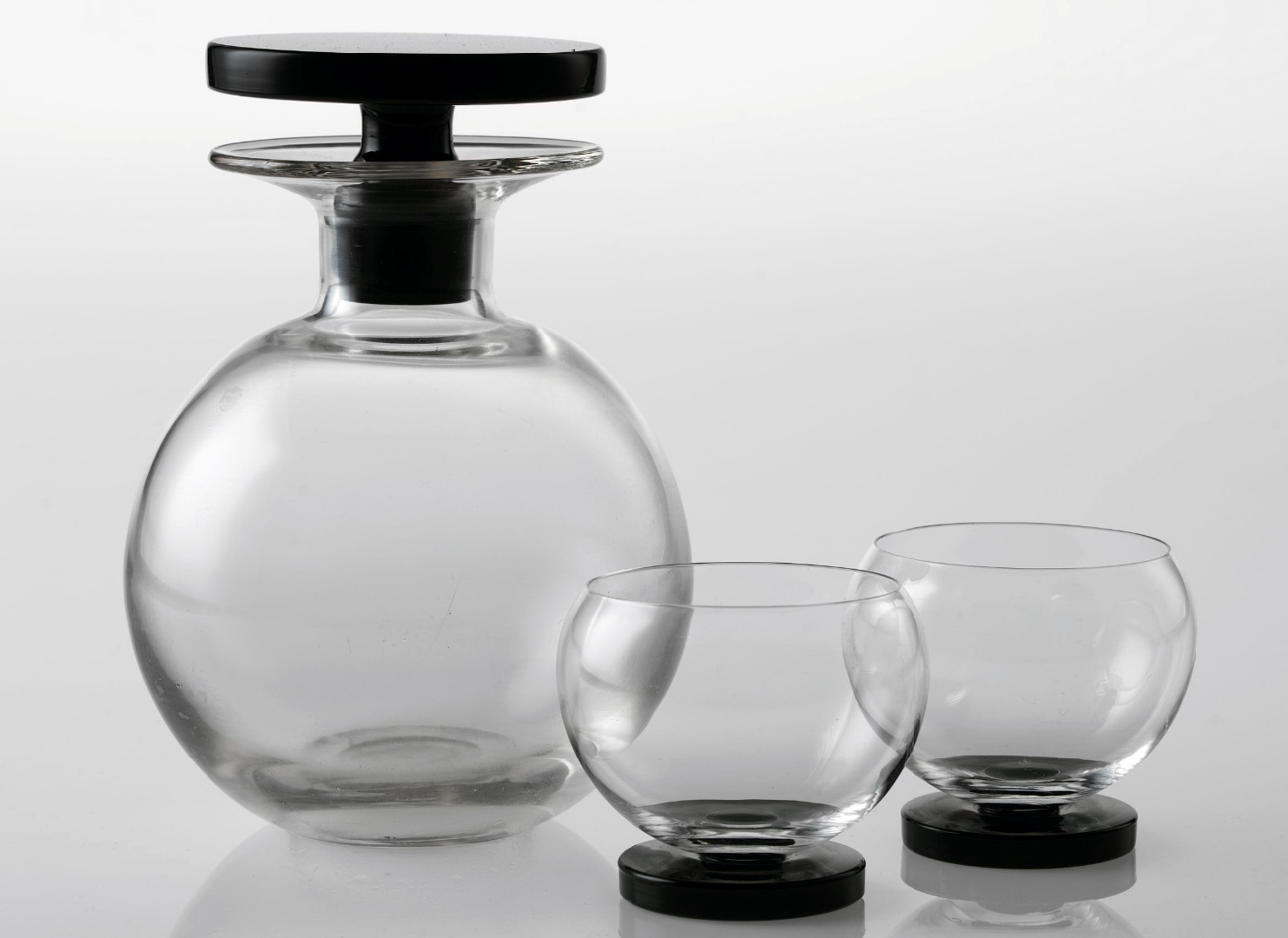
Cristalería diseñada por Rozendaal (1935) en el National Glassmuseum de Leerdam.